# Medetera zaitzevi
Medetera zaitzevi är en tvåvingeart som beskrevs av Negrobov 1977. Medetera zaitzevi ingår i släktet Medetera och familjen styltflugor.
Artens utbredningsområde är Tadzjikistan. Inga underarter finns listade i Catalogue of Life.